# Blank Check
Blank Check é um filme de comédia de 1994, escrito por Blake Snyder e Colby Carr, estrelado por Brian Bonsall, Karen Duffy, Miguel Ferrer, James Rebhorn, Tone Lōc, Jayne Atkinson e Michael Lerner e lançado pela Walt Disney Pictures.

## Sinopse
A bicicleta de Preston Waters (Brian Bonsall), um garoto de 11 anos, é atingida por um bandido em fuga, que assina um cheque em branco apressadamente. Preston preenche o cheque no valor de um milhão de dólares e começa a comprar todos os seus sonhos - a sua própria casa, os melhores brinquedos, etc., porém não demora muito até os bandidos e o F.B.I. se lançarem no rasto de Preston, que está prestes a aprender que um milhão de dólares pode comprar muitos problemas.

## Elenco
- Brian Bonsall – Preston Waters
- James Rebhorn – Fred Waters
- Jayne Atkinson – Sandra Waters
- Michael Faustino – Ralph Waters
- Chris Demetral – Damian Waters
- Alex Zuckerman – Butch
- Karen Duffy – Shay Stanley
- Miguel Ferrer – Carl Quigley
- Michael Lerner – Biderman
- Tone Lōc – Suco
- Lu Leonard – H. Udowitz
- Rick Ducommun – Henry
- Debbie Allen – Yvonne